# Fernando Paulino Soares de Souza
Fernando Paulino Soares de Souza (30 de setembro de 1906 – 19 de fevereiro de 1990) foi um médico brasileiro.
Graduado em medicina em 1928 na Faculdade de Medicina da Universidade do Rio de Janeiro. Foi eleito membro da Academia Nacional de Medicina em 1962, sucedendo Augusto Paulino Soares de Souza Filho na Cadeira 39, que tem Augusto Paulino Soares de Souza como patrono.